# NGC 7752
NGC 7752 is een elliptisch sterrenstelsel in het sterrenbeeld Pegasus. Het hemelobject werd op 22 november 1854 ontdekt door de Ierse astronoom William Parsons.

## Synoniemen
- UGC 12779
- Arp 86
- MCG 5-56-4
- ZWG 498.9
- MK 1134
- ARAK 585
- 4ZW 165
- KCPG 591A
- VV 5
- PGC 72382